# Méditerranée (ferry)
Pour les articles homonymes, voir Méditerranée (homonymie).
Le Méditerranée est un ferry appartenant à la compagnie française Corsica Linea. Construit par les Chantiers de l'Atlantique pour la SNCM entre 1987 et 1989, le navire est alors baptisé Danielle Casanova, nom d'une militante communiste et résistante corse, morte en déportation à Auschwitz en mai 1943. Mis en service en mai 1989 sur les lignes de la continuité territoriale entre le continent et la Corse, il est alors le plus grand car-ferry de la Méditerranée et le plus rapide au monde dans sa catégorie. Remplacé en 2002 par le nouveau Danielle Casanova, il est renommé Méditerranée et affecté aux lignes entre la France, la Tunisie et l'Algérie. Transféré au sein de Corsica Linea en 2016 à la suite de la liquidation de la SNCM, il devient un navire saisonnier ne naviguant plus qu'entre juin et septembre et désarmé à la digue du port de Marseille le reste de l'année.

## Histoire

### Origines
Vers la fin des années 1980, la SNCM commence à se pencher sur le remplacement du car-ferry Provence. Dans son plan d'entreprise de 1978, la compagnie prévoyait déjà sa sortie de flotte pour 1985, d'autant plus que son exploitation s'était avérée déficitaire à l'issue de la saison 1981. Pour lui succéder, les équipes de la SNCM ont alors entrepris la conception du « projet 160 mètres », car-ferry gros porteur qui permettrait de faire face à la demande estivale sur les lignes de la Corse enregistrant à cette époque une constante progression. Dès l'été 1982, les principales caractéristiques de ce futur ferry sont arrêtées, celles-ci font état d'un navire de plus de 160 mètres de long et jaugeant plus de 30 000 tonneaux, naviguant à plus de 24 nœuds et capable de transporter un peu moins de 2 500 passagers et 800 véhicules sur trois niveaux de garage. Cette forte capacité est permise par l'important volume de la coque qui permettrait également l'aménagement de locaux plus confortables. Le navire défini, la SNCM doit désormais attendre l'aval des instances de l'État pour pouvoir passer commande. Pour que celle-ci soit envisageable, la progression annuelle moyenne du trafic doit être de 4,5 % entre 1981 et 1985. Contre toute attente et malgré des résultats favorables dans un premier temps, la progression de la demande en saison estivale va ralentir et même opérer une baisse significative à partir de 1983 en raison d'un contexte politique tendu en Corse. La situation ne permettant pas de déterminer la nécessité du renfort d'un navire supplémentaire à court terme, la mise en service du « 160 mètres » à l'horizon 1985 est alors compromise. La compagnie tentera tout de même par deux fois de faire valider le projet le 5 octobre 1983 et le 23 mai 1984, mais là aussi, la tendance du trafic se révèlera trop faible pour justifier le remplacement du Provence par une nouvelle unité. C'est finalement le 29 juillet 1985, à l'occasion des négociations en vue du renouvellement pour cinq ans de la convention entre la SNCM et l'État pour la desserte de la Corse, que les instances autorisent la commande du « 160 mètres » dès lors que le montant de la subvention sera fixé à la suite des négociations entre la SNCM et l'Office des transports de la région Corse (OTRC). Le montant approuvé, l'OTRC avalise de son côté le projet, mais dans l'attente de la signature de la convention, la mise en service du futur navire, initialement prévue pour 1988, est repoussée d'un an. Le 15 avril 1987, la commande est officiellement passée auprès des Chantiers de l'Atlantique.
Si les caractéristiques techniques du navire avaient été établies dès 1982, les aménagements intérieurs vont pour leur part connaître d'importantes modifications. Initialement, les installations étaient plus proches de celles de l‘Estérel et du Corse, avec notamment la présence d'un bar-salon de 450 places, d'une véranda et d'une brasserie de 500 places ainsi que d'un cinéma de 250 places. Cependant, une étude menée en 1985 auprès de la clientèle va démontrer que les attentes de celle-ci ont évolué. Le principe des « trains des mers », qui a guidé la conception des car-ferries de la flotte depuis 1976, apparaît maintenant comme obsolète, les passagers réclament dorénavant plus de confort et des prestations de plus grande qualité. En raison également de la relative brièveté des traversées, ces locaux communs se doivent d'être fonctionnels et capables de pouvoir accueillir indifféremment peu de personnes en hiver et beaucoup de monde en été. Ainsi, la conception des parties communes est entièrement revue et intègre à présent un grand self-service, un petit restaurant, un grand bar-salon principal, un bar de luxe plus petit, des grandes surfaces de circulation, un cinéma, et une galerie marchande. Au total, un pont entier est consacré aux locaux communs. S'agissant des installations, la répartition va davantage se concentrer sur des places en couchettes. Ainsi, la capacité en traversée de nuit va se partager entre 800 couchettes en 1re classe au sein de cabines équipées de sanitaires et 1 050 couchettes en 2de classe complétées par 600 fauteuils pullman.
L'attribution du nom du navire a été à l'origine d'un débat politique. Alors que l'assemblée de Corse avait proposé pour la deuxième fois le nom de la militante communiste et résistante corse Danielle Casanova, le secrétaire d'État à la mer, Ambroise Guellec, annonce le 27 avril 1987, une dizaine de jours après la commande du navire, que celui-ci sera baptisé Île de Beauté. Devant le refus de l'État d'accéder à la requête des instances corses, un comité baptisé « Un car-ferry nommé Danielle Casanova » se constitue à l'initiative de l'ancien député Paul Cermolacce et recueille de nombreuses signatures. Il porte également la problématique jusqu'au président de la République François Mitterrand alors en pleine campagne pour l'élection présidentielle de 1988. Celui-ci répond favorablement par l'intermédiaire de son directeur de campagne, Pierre Bérégovoy. C'est ainsi qu'après la réélection de François Mitterrand, le navire prend définitivement le nom Danielle Casanova.

### Construction
Le navire est mis sur cale à Saint-Nazaire le 29 décembre 1987 et mis à l'eau dans la forme B le 3 décembre 1988. Le 25 mars 1989, il est transféré dans la forme Joubert pour un dernier carénage à l'issue duquel il réalise ses essais en mer au large de Saint-Nazaire du 4 au 8 avril. Il bat à cette occasion le record mondial de vitesse pour un ferry conventionnel en atteignant 26 nœuds. Le Danielle Casanova est livré à la SNCM le 9 mai et succède en tant que navire amiral au Napoléon. Ce navire apporte également un lot de nouveautés. Extérieurement, il se caractérise par une bande bleue turquoise le long des hublots du pont 6, préfigurant la nouvelle livrée « SNCM Ferryterranée » qui sera appliquée au reste de la flotte l'année suivante. Il inaugure aussi un nouveau système d'embarquement par carte pour chaque passager où figurent toutes les informations concernant le voyage et notamment, pour les occupants de cabines, un code confidentiel pour accéder à l'installation réservée, chaque cabine étant désormais équipée de serrures électroniques se déverrouillant au moyen d'un digicode. Ce système équipera par la suite le reste de la flotte. Son arrivée marque également la fin de la notion de séparation des installations entre la 1re classe et la 2de classe au profit de la classe unique, les cabines étant désormais catégorisées selon le niveau des prestations. Enfin, il est le premier navire de la SNCM à être immatriculé dans un port Corse, en l'occurrence, celui d'Ajaccio, et non à Marseille.

### Service

#### SNCM (1989-2016)

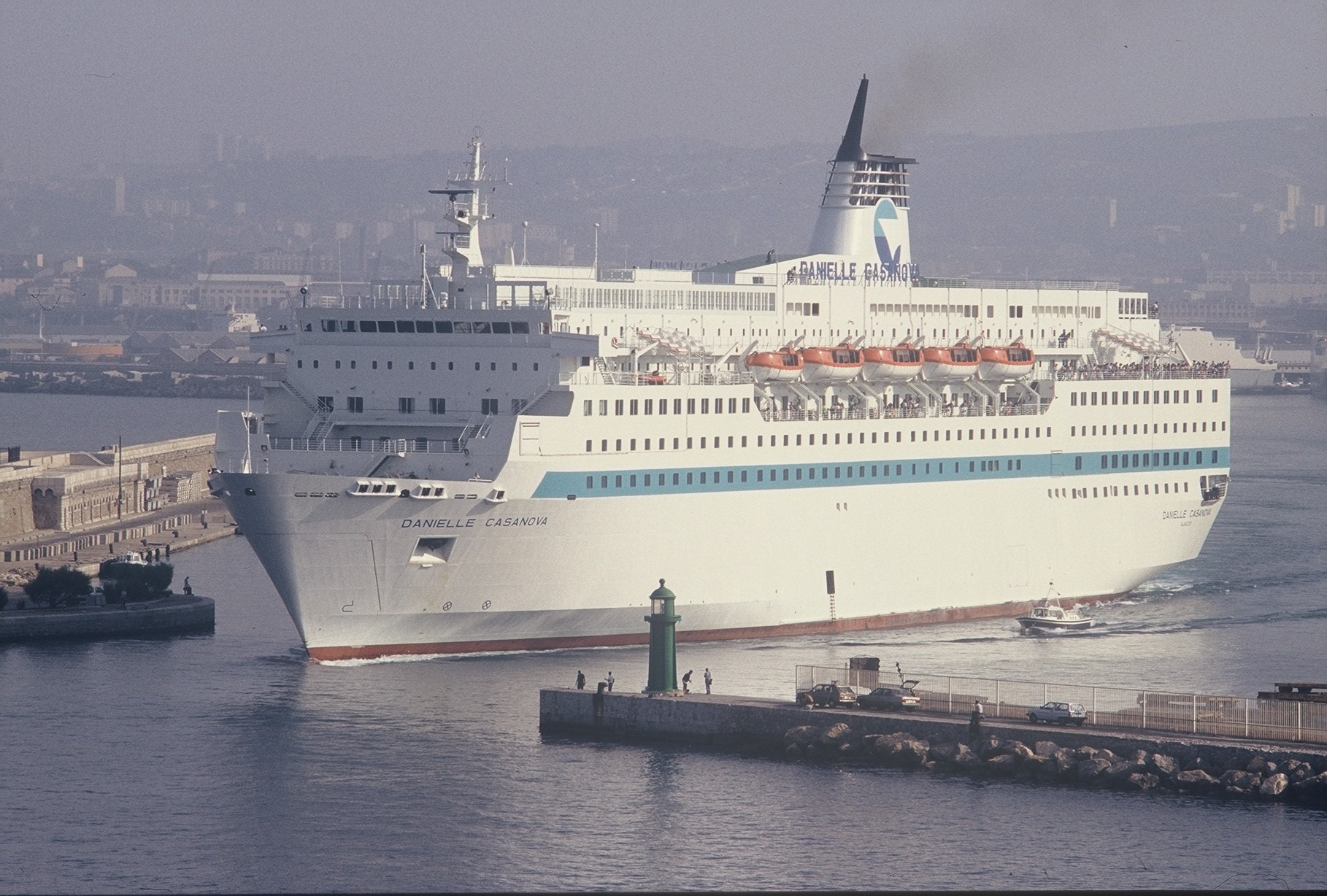
Le Danielle Casanova au début de sa carrière en 1989.

Le 10 mai 1989, le Danielle Casanova quitte Saint-Nazaire à 8h05 pour rejoindre Marseille. Après un voyage effectué à 24 nœuds en moyenne, le navire arrive pour la première fois dans la cité phocéenne le 13 mai et accoste à 10h17 au poste 82. Les jours qui suivent, il est officiellement présenté aux autorités et au public, respectivement le 15 et le 16 mai. Le lendemain 17 mai, sous les ordres du commandant Pellicot, le Danielle Casanova appareille à 20 h 30 pour sa traversée inaugurale à destination d'Ajaccio, avec à son bord 620 invités. Le lendemain, le navire arrive pour la première fois dans son port d'attache où cérémonie de baptême débute à 10h00, en présence notamment du Ministre de la Mer Jacques Mellick, de Claude Abraham, président de la SNCM ainsi que du président des Chantiers de l'Atlantique. La marraine du navire est Homère Philippi, sœur aînée de Danielle Casanova. À la suite de la cérémonie, le navire appareille à midi, avec à son bord 1 500 personnes, pour une sortie en mer entre Ajaccio et Bastia, où il arrive à 19 h 0, en croisant le long des calanques de Piana. Le Danielle Casanova entame ensuite sa carrière commerciale au service de la continuité territoriale entre la Corse et le continent, essentiellement depuis Marseille ou Toulon vers Ajaccio et Bastia.
Du 27 novembre au 1er décembre 1989, au cours de son premier arrêt technique, les pales des hélices sont remplacées afin de réduire un problème de vibrations ressenties au pont 7 arrière. La marque commerciale « SNCM Ferryterranée » est également peinte sur la coque du navire à l'origine vierge de toute inscription. Quelques semaines plus tard, entre le 26 et le 28 décembre, le Danielle Casanova achemine jusqu'à Tripoli les 1 300 personnes de la caravane du Rallye Dakar 1990 et se partage avec l’Estérel le transport des véhicules et hélicoptères.
Le 16 mars 1991 à partir de 0 h 0, le navire est affrété par l'État afin de rapatrier des militaires français d'Arabie saoudite dans le cadre de l'opération Daguet. Ainsi, après avoir achevé une traversée entre Marseille et Ajaccio, le Danielle Casanova quitte la Corse à 7 h 18 à destination de Yanbu. Après avoir parcouru 1 821 miles à la vitesse moyenne de 24 nœuds, le car-ferry atteint l'Arabie saoudite le 20 mars à 15 h 0. Un effectif de 1 270 militaires et 176 véhicules montent à bord dans la soirée et le navire quitte Yanbu le lendemain à 10 h 10. Après avoir effectué le voyage en sens inverse, le Danielle Casanova arrive à Toulon le 27 mars à 6 h 45 sous grand pavois, accueilli par un bateau pompe. Le navire réalisera par la suite un deuxième voyage dans ce même cadre entre le 2 et le 14 avril.

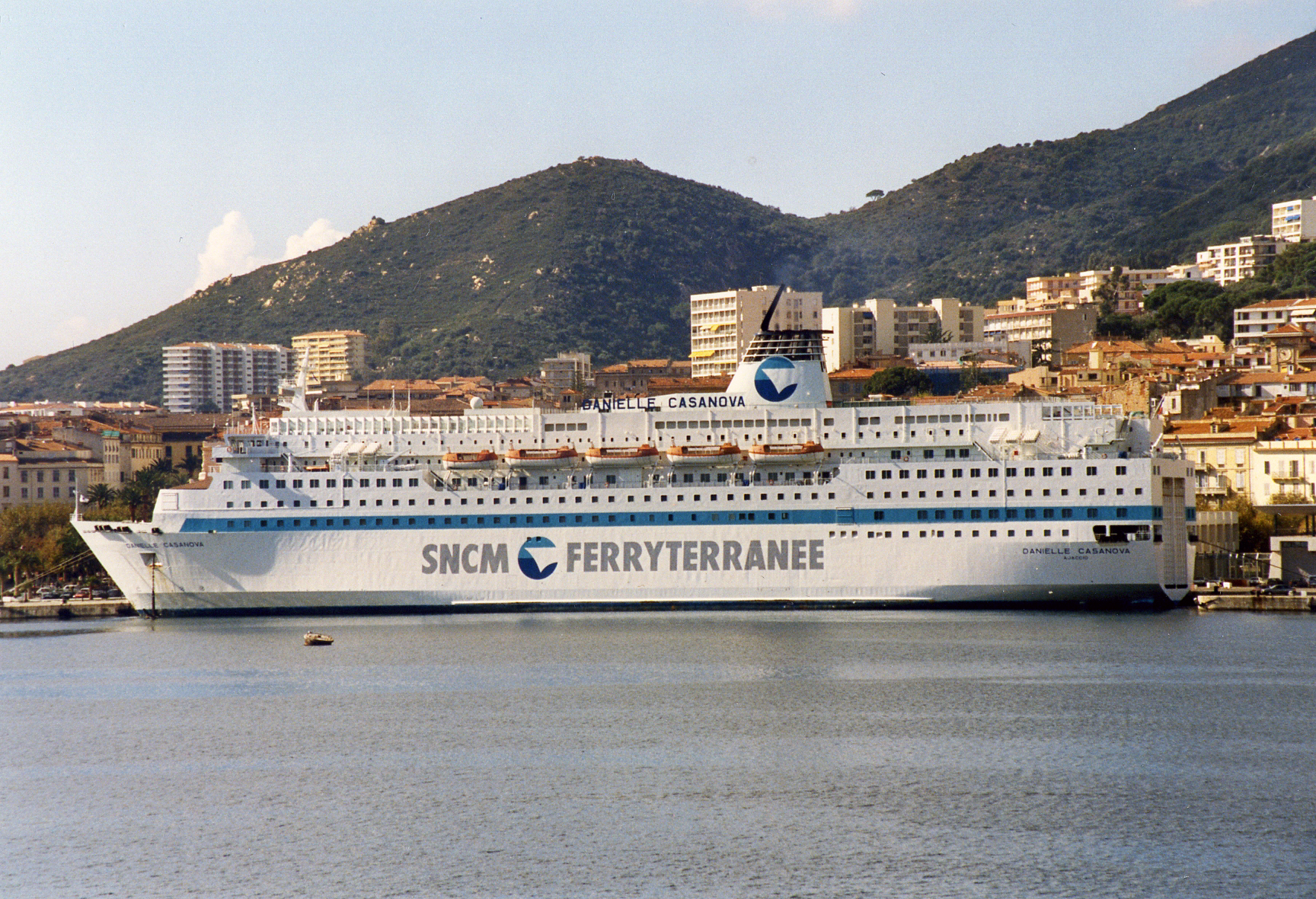
Le Danielle Casanova dans le port d'Ajaccio en 1995.

À partir de la saison estivale 1993, la SNCM recrute pour la première fois du personnel hôtelier féminin à bord de ses navires. C'est dans ce cadre qu'à la fin du mois de juin, douze jeunes femmes embarque à bord du Danielle Casanova, toutes recrutées en tant qu'inscrites maritimes au même titre que les hommes. Devant l'obligation de leur fournir des cabines et des sanitaires séparés, elles sont ainsi logées à l'avant du pont 9 sous la passerelle de navigation. À l'issue de la saison, l'expérience s'avère un succès, les équipes féminines se sont rapidement intégrées aussi bien au sein de l'équipage qu'auprès des passagers, si bien que la démarche sera renouvelée dès la saison suivante sur l’Île de Beauté, puis le Monte d'Oro et le Paglia Orba, et enfin au reste de la flotte à l'exception notable du Liberté.
Le 8 juillet 2000, alors que le navire effectue une traversée entre Bastia et Marseille, l'officier de quart reçoit un appel de détresse émis par un voilier en difficulté. Se trouvant à proximité, le Danielle Casanova se déroute pour porter assistance aux six passagers du voilier. En raison des mauvaises conditions météorologiques, l'équipage ne peut faire monter ces six personnes à bord au moyens d'une échelle. Les occupants du voilier sont ainsi hélitreuillés par un hélicoptère de la BAN d'Hyères puis transférés à bord du car-ferry. Quelques mois plus tard, le 27 novembre, également entre Bastia et Marseille par mer forte et vent d'Ouest, l'équipage repère vers 2 h 20 un petit feu de détresse blanc. Cinq minutes plus tard, le navire est dérouté par le CrossMed l'informant qu'une opération de recherche est en cours afin de retrouver un canot pneumatique à la dérive, avec à son bord deux occupants. L'embarcation sera retrouvée une vingtaine de minutes plus tard et les deux occupants seront transférés à bord du Danielle Casanova.
En ce début des années 2000, la SNCM envisage le renouvellement de sa flotte vieillissante exploitée sur les liaisons entre la France, l'Algérie et la Tunisie. À la suite d'une réunion entre la compagnie et les différentes instances organisée par le ministre des transports, Jean-Claude Gayssot, il est décidé que le Danielle Casanova remplacera le Napoléon sur les lignes internationales tandis qu'un navire neuf ou d'occasion prendra sa succession sur les lignes de la Corse. L'affectation du Danielle Casanova sur ce réseau permettrait en effet une amélioration significative de la desserte grâce notamment à son importante capacité d'emport et le confort de ses installations. L'augmentation de la capacité accompagnera aussi de la manière la plus efficace la reprise du trafic avec l'Algérie après une situation politique tendue. Sa vitesse autorisera également une utilisation intensive en été, sans risque de supprimer une rotation en cas de retard. L'annonce du transfert du navire sur les lignes vers l'Afrique du Nord va cependant provoquer l'émoi de diverses associations corses ou résistantes tenant à ce que le nom de Danielle Casanova soit toujours présent sur la Corse. C'est ainsi que la direction de la SNCM prendra la décision d'intervertir les patronymes de l'ancien et du nouveau navire qui devait initialement porter le nom Méditerranée.
En prévision de sa future affectation sur les lignes du Maghreb, le Danielle Casanova va connaître diverses modifications à l'occasion de son arrêt technique effectué du 26 février au 26 mars 2002. Entre autres travaux, la décoration du bar-salon et de la brasserie est modifiée et la galerie marchande est repensée avec notamment l'ajout d'une boutique hors taxes. Ces travaux se poursuivront même au delà de l'arrêt technique, jusqu'au mois de juin. Le 7 mars 2002, le navire devient officiellement le Méditerranée et est immatriculé à Marseille. Le 28 mars, il quitte la cité phocéenne à 20h38 pour son premier voyage commercial sous son nouveau nom à destination de Propriano. Un mois plus tard, le 29 avril, au cours d'une traversée entre Marseille et Bastia, un incendie est repéré vers 2h15 sur le pont garage n°3 au milieu du côté bâbord. Parti d'un camping-car, le feu se propage alors dangereusement à d'autres véhicules. L'équipage parvient cependant en moins de trente minutes à maîtriser le sinistre qui n'occasionne pas de retard à l'arrivée. Si le navire n'a subi aucun dégât notable, trois véhicules ont toutefois été détruits et vingt et un autres endommagés plus légèrement. Après avoir reçu l'aval des autorités, le Méditerranée peut appareiller le soir même. Sur autorisation du Bureau Veritas, les réparations peuvent être effectuées en cours d'exploitation. Les avaries concernent la partie du car-deck amovible située au-dessus de l'incendie, les cloisons et plafond ainsi que la peinture de la zone sinistrée. Enfin, quelques jours plus tard, le 5 mai, le Méditerranée est baptisé officieusement par l'équipage au cours d'une escale à Porto Torres. La nouvelle marraine du navire est un officier du bord, le lieutenant Muriel Teissier. Le 24 juin à 11h30, le navire quitte Marseille pour son premier voyage vers Tunis dans le cadre de sa nouvelle affectation sur les lignes du Maghreb. Essentiellement affecté sur la Tunisie durant la saison estivale, il assure également quelques rotations exceptionnelles vers la Corse. En basse saison, il dessert simultanément la Tunisie et l'Algérie à cadence plus réduite.
Au début du mois de janvier 2003, le Méditerranée est affrété pour convoyer la caravane du Rallye Dakar 2003 entre l'Espagne et la Tunisie. À cet effet, 1 138 passagers et 460 véhicules embarquent le 3 janvier à Valence. Le navire appareille ensuite pour Tunis qui est ralliée le lendemain,.

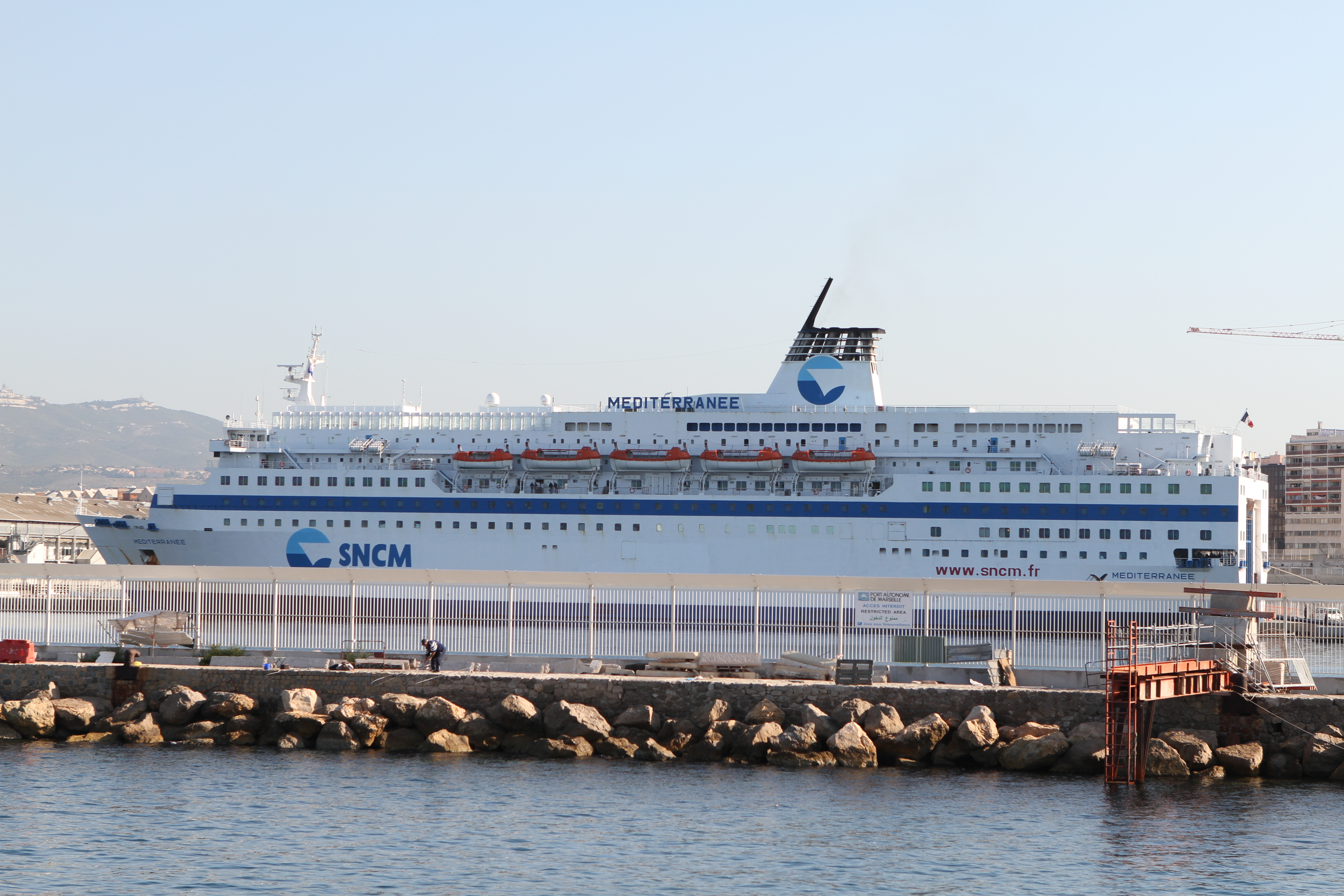
Le Méditerranée dans le port de Marseille en 2012.

En 2004, au cours de son arrêt technique, le Méditerranée est repeint aux nouvelles couleurs de la SNCM. La marque commerciale « Ferryterranée » disparaît de ses flancs au profit de la seule inscription « SNCM » qui est déplacée vers l'avant, l'adresse du site internet de la compagnie est ajoutée en rouge vers l'arrière et la bande bleue turquoise bordant les hublots du pont 6 est remplacée par une bande d'un bleu plus foncé peinte cette fois-ci le long du pont 7. L'arrêt technique prend fin le 9 juin, et le navire reprend par la suite ses rotation vers le Maghreb.
Durant la saison estivale 2010, dans le cadre d'un partenariat établi entre la SNCM et l'Olympique de Marseille, le navire arbore sur ses flancs une livrée promotionnelle avec inscrit à bâbord « SNCM transporte l’OM » et à tribord « l'OM voyage avec la SNCM ».
À partir de l'année 2011, les pays du Maghreb sont le théâtre d'importants bouleversements dans le contexte du Printemps arabe. Ces évènements amènent alors à une importante baisse du trafic sur les liaisons avec Alger et Tunis, ce qui entraîne inévitablement une réduction des rotations. En conséquence, la flotte dédiée aux lignes d'Afrique du Nord va être partiellement redéployée sur la Corse en été. Ainsi, durant les saisons estivales 2011 et 2012, le Méditerranée effectue chaque vendredi des traversées supplémentaires à destination de Porto-Vecchio.

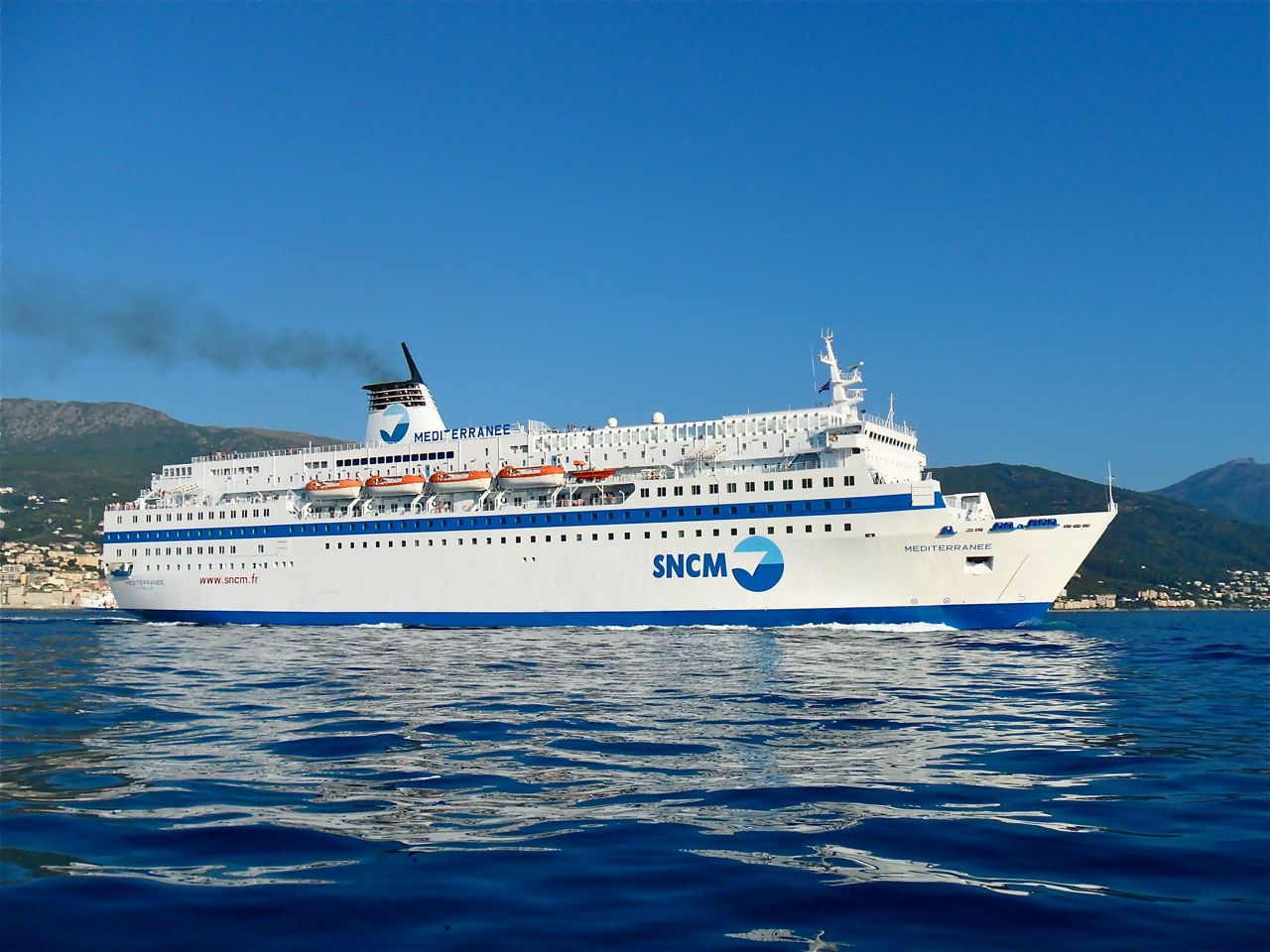
Le Méditerranée a relié Toulon et Bastia entre 2013 et 2014.

En 2013, la SNCM décide de substituer au Méditerranée le car-ferry El. Venizelos, affrété pour remplacer au sein de la flotte l’Île de Beauté, sur les lignes du Maghreb. La compagnie annonce ainsi le transfert du Méditerranée sur les lignes de la Corse et son affectation à l'année à la liaison trihebdomadaire reliant Toulon à Bastia. À cet effet, il réalise une escale dans l'après-midi du 8 janvier au port de Toulon à des fins d'essais de ses portes arrière au poste à quai attribué aux navires de la SNCM. Le navire entame ensuite son service régulier au départ de la capitale varoise à partir du 13 mai. Au cours de la saison estivale, il réalise également quelques voyages sur Nice.
Du 18 au 20 avril 2014, le car-ferry achemine les supporters du Rugby Club Toulonnais à Barcelone à l'occasion d’un match de rugby opposant leur club et l'USAP de Perpignan. Au début de la saison estivale 2014, l'exploitation du navire est un temps perturbée en raison d'un mouvement social des marins de la SNCM. Une fois la grève terminée et la reprise du travail votée le 10 juillet, le Méditerranée reprend ses traversées entre Toulon et Bastia et assure également une liaison inédite entre Toulon et Porto-Vecchio chaque vendredis ainsi que quelques rotations vers la Tunisie et l'Algérie. À l'issue de la saison, la SNCM est alors en proie à d'importantes difficultés. La situation très préoccupante de l'armateur conduira à l'interruption du service trihebdomadaire assuré par le Méditerranée. Ainsi, le 12 octobre, le navire appareille de Bastia à 19 h 20 et quitte pour la dernière fois la Corse sous les couleurs de la SNCM. Immobilisé à Marseille dans un premier temps, il est de nouveau affecté aux lignes du Maghreb à compter de janvier 2015 en remplacement du Danielle Casanova, désarmé pour raisons économiques. Au cours de l'été, pour sa dernière saison pour le compte de la SNCM, le navire assure principalement la desserte de l'Algérie.

#### Corsica Linea (depuis 2016)
Le 5 janvier 2016, le Méditerranée est transféré à la Maritime Corse Méditerranée (MCM), nouvelle entité succédant à la SNCM à l'occasion de sa reprise par Patrick Rocca. À la suite de son arrêt technique à Marseille, le navire sort de forme, vierge de toute marque commerciale. Initialement, le car-ferry devait, à l'instar des autres navires de la flotte, arborer les couleurs de la marque commerciale Maritima Ferries. Cette marque ne sera cependant jamais lancée puisqu'en avril, la MCM est vendue par le groupe Rocca au consortium Corsica Maritima. La flotte est ainsi transférée au sein d'une nouvelle entité commerciale dénommée Corsica Linea. En dépit du changement de propriétaire, le navire conserve son affectation entre la France et le Maghreb.
Le 19 mai, entre Alger et Marseille, le Méditerranée est dérouté par le CrossMed afin de porter assistance à deux plaisanciers en difficulté. Le lendemain 20 mai, le navire effectue une traversée exceptionnelle entre Marseille et Porto-Vecchio en remplacement du Paglia Orba remplaçant lui-même le Pascal Paoli immobilisé afin d'être repeint aux couleurs de Corsica Linea avant le début de la saison. Le Méditerranée est, quant à lui, repeint aux couleurs de la compagnie le 28 mai, mais conserve néanmoins sa livrée blanche originelle là où les autres navires voient leurs coques repeintes en rouge. Seule sa bande bleue bordant le pont 7 est repeinte en gris. Si une importante refonte du navire avait initialement été annoncée au moment de la reprise de la compagnie, prévoyant notamment la réfection des locaux communs pendant l'hiver 2017-2018 et des cabines l'hiver suivant, Corsica Linea laissera toutefois entendre en juillet 2017 que ces travaux n'étaient plus à l'ordre du jour et que le Méditerranée pourrait, à court terme, quitter la flotte. Malgré cela, le navire est reconduit pour la saison estivale 2018 sur les lignes entre Marseille, Alger et Tunis. À l'issue de celle-ci, la compagnie annonce que le car-ferry continuera de naviguer sous ses couleurs en 2019 après son habituel hivernage.

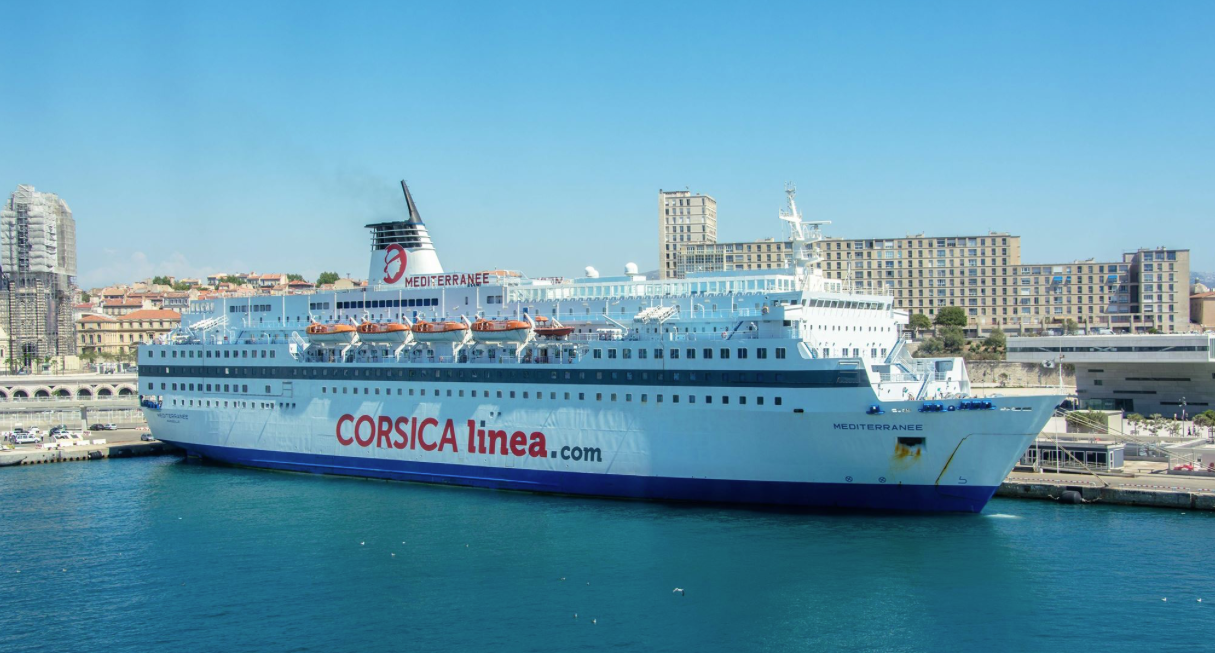
En raison d'incertitudes quant à son avenir au sein de la flotte, le Méditerranée a longtemps arboré une livrée provisoire aux couleurs de Corsica Linea avant de finalement adopter la livrée rouge commune à toute la flotte en 2023.

Le 21 juin 2019, à la suite du blocage du port de Marseille et de plusieurs navires de Corsica Linea par les marins grévistes de La Méridionale, le Méditerranée est affrété en urgence pour assurer le transport des passagers devant rejoindre la Corse et effectue un voyage entre Toulon et Ajaccio. L'arrivée le lendemain dans la cité impériale se déroule dans une certaine tension en raison de la présence de grévistes mais aucune action n'est menée contre le navire qui appareille dans la soirée pour rejoindre Marseille. Il entame par la suite sa saison sur Alger le 23 juin.
Dans la nuit du 1er au 2 septembre, alors qu'il réalise une traversée entre Alger et Marseille, le Méditerranée vient au secours de 18 migrants nord-africains à la dérive sur une embarcation à moteur en panne. Recueillis à bord du car-ferry, les clandestins sont examinés par le médecin du bord. Le navire gagne ensuite le port d'Alcúdia sur l'île de Majorque, où les naufragés sont débarqués vers 11h, avant de reprendre sa route vers Marseille.
Du 14 au 16 novembre, son garage accueille une partie de l'évènement de la fondation de l'Usine extraordinaire. À l'occasion, le Méditerranée accoste au quai de l'esplanade J4. À la suite de cet évènement, le car-ferry est remis en service afin d'assurer le service hivernal régulier vers l'Algérie et la Tunisie en remplacement du Danielle Casanova, en partie redéployé sur la Corse pour pallier les indisponibilités successives des navires mixtes en raison de leurs arrêts techniques. Il se retrouve cependant bloqué au port de Marseille le 11 janvier 2020 durant le mouvement de grève des syndicats des marins de La Méridionale, occasionnant l'annulation de plusieurs traversées vers Alger et Tunis. À l'issue du conflit social, les rotations qu'il devait effectuer au mois de février sont annulées et le navire désarmé.
Alors qu'il devait reprendre son service estival habituel vers Alger à la fin du mois de juin, le navire se retrouve cependant sans affectation en raison de la fermeture temporaire des frontières algériennes due à la pandémie de Covid-19. Il est alors utilisé au début du mois de juillet afin d'acheminer des véhicules destinés à la location vers la Corse, pour pallier une pénurie. Le Méditerranée effectue dans ce cadre plusieurs escales à Bastia et Ajaccio entre le 5 et le 9 juillet ainsi qu'une escale à Barcelone le 7 juillet. Il remplace ensuite à compter du 10 juillet le Danielle Casanova, temporairement immobilisé en raison de la présence de marins infectés par le Covid-19, entre Marseille et la Tunisie. Le 14 juillet toutefois, huit cas seront signalés parmi l'équipage, entraînant l'immobilisation du navire dès son retour de Tunis. Du 30 juillet au 12 août, il reprend momentanément du service et effectue sept allers-retours entre Marseille et L'Île-Rousse en remplacement du Monte d'Oro, immobilisé à la suite d'une avarie.
À la fin du mois de mars 2022, à l'initiative de Corsica Linea, le Méditerranée est mis à disposition de la préfecture des Bouches-du-Rhône afin de servir de centre d'accueil flottant dans le but d'héberger des ressortissants ukrainiens fuyant leur pays dans le contexte de la guerre russo-ukrainienne. À cet effet, le navire est déplacé au môle du J1 à La Joliette le 25 mars et accueille ses premiers pensionnaires le 29 mars. À l'occasion, le car-ferry, désarmé depuis plus d'un an et demi, est remis en état, la signalétique est partiellement traduite en ukrainien, le bar Salambo est transformé en garderie et le cinéma est même réhabilité après 20 ans de fermeture. À bord, différents services sont mis en place pour l'insertion de ces réfugiés tels qu'une agence Pôle emploi, une agence bancaire du Crédit agricole ainsi qu'une équipe de soin de la Croix-Rouge comptant parmi elle une cellule de soutien psychologique,. Avec une capacité arrêtée à 830 personnes , il est à ce moment-là le plus grand centre d'accueil destiné aux populations ukrainiennes,. Cette opération d'hébergement de jusqu'à 930 personnes, incluant repas et accompagnement, a coûté 6 millions d'euros pour soixante-treize jours d'activité. Le navire assure cette fonction jusqu'au 12 juin avant d'être restitué à Corsica Linea en vue de la saison estivale,. Quelques jours plus tard, le 17 juin, le Méditerranée reprend ses traversées saisonnières vers l'Algérie, marquant le retour du navire sur cette ligne après deux ans d'absence dans le contexte de la pandémie de Covid-19.
Le 29 mars 2023, le Méditerranée quitte la digue du port de Marseille où il était en hivernage pour rejoindre la Tunisie afin d'effectuer son arrêt technique aux chantiers CMRT de Bizerte. Dans le cadre de la stratégie de développement des liaisons avec le Maghreb, d'importants travaux de modernisation sont réalisés à bord du navire tels que la réfection du bar, des salons fauteuils et des sanitaires, l'aménagement d'une salle de jeux pour enfants et le sablage de la coque. Mais l'intervention la plus notable est le changement de la livrée du bateau qui abandonne sa coque blanche d'origine pour enfin revêtir la livrée rouge de Corsica Linea, à l'instar du reste de la flotte. Les travaux s'étendent sur environ deux mois, le navire quitte ensuite la Tunisie le 3 juin et arrive à Marseille paré de ses nouvelles couleurs et arborant le pavois dans la matinée du 5 juin. Il commence par la suite sa saison sur Alger le 20 juin et arrive pour la première fois dans la capitale algérienne sous sa nouvelle apparence le lendemain. Durant l'été, dans le cadre de son ambition d'exploiter une flotte moins polluante, Corsica Linea expérimente à bord du navire un carburant alternatif élaboré à partir d'huiles de cuisson recyclées. Utilisé à la hauteur de 30% et mélangé au fioul, ce biocarburant permet alors à la compagnie de réduire de 20 à 25 % les émissions du car-ferry.
À l'occasion d'un autre arrêt technique, beaucoup plus conséquent, également effectué aux chantiers CMRT de Bizerte entre le 17 novembre 2024 et le 4 mai 2025, le Méditerranée subit une importante refonte sur la plan technique avec notamment le remplacement des groupes électrogènes ainsi que de deux chaudières par des modèles plus modernes. Les anciens générateurs du navire seront pour leur part transférés à l'ENSM de Marseille et au lycée maritime de Bastia afin de servir à la formation des élèves,.

## Aménagements
Le Méditerranée possède 12 ponts. Les locaux passagers s'étendent sur la totalité des ponts 6, 7 et 8 ainsi que sur une partie des ponts 9, 5 et 2. Ceux de l'équipage occupent les ponts 9 et 10. Les ponts 3, 4 et 5 sont pour leur part consacrés aux garages tandis que les ponts inférieurs abritent notamment l'appareil propulsif.

### Locaux communs
Conçu pour être plus confortable que ses prédécesseurs, le Danielle Casanova proposait à sa mise en service des installations de qualité, aussi bien agréables en traversées de nuit que pratiques en traversées de jour. Principalement situées sur le pont 8, ces installations se composent de deux bars, un restaurant, un libre service, un snack et une galerie marchande. Un cinéma est également présent sur le pont 9 et un solarium abrité du vent se trouve sur le pont 11.
Lorsque le navire devient le Méditerranée en 2002, la disposition des locaux n'est pas modifiée mais plusieurs changements, notamment les dénominations et la décoration, sont entrepris en vue de l'affectation du navire sur les lignes du Maghreb.
Depuis 2002, les points de vente du navire sont dénommés ainsi :
- Le Sirocco : Le bar principal situé à la proue du navire, des divertissements y sont proposés suivant les traversées ;
- Le Salambo : Le second bar du navire lui aussi situé à la proue. Un peu plus raffiné que le Sirocco. Inutilisé par la compagnie depuis plusieurs années, il a été transformé en salle de jeux pour enfants en 2023 ;
- La Madrague : Le restaurant du navire situé à la poupe du côté tribord.
- La Rose des sables : Le self-service du navire situé à la poupe du côté bâbord.
- L‘Oasis : Espace de restauration rapide situé au milieu du navire sur le côté tribord.

En plus de ces installations, le Méditerranée possède une galerie marchande au milieu sur le côté tribord pouvant être utilisée comme boutique hors-taxe sur les lignes du Maghreb ainsi qu'un espace de jeux pour enfants à proximité du bar. Sur les lignes du Maghreb, une salle de prière est aménagée dans l'un des salons fauteuils du navire sur le pont 6.
La salle de cinéma du navire est depuis plusieurs années fermée au public et le solarium, bien que toujours accessible, n'est que très peu fréquenté.

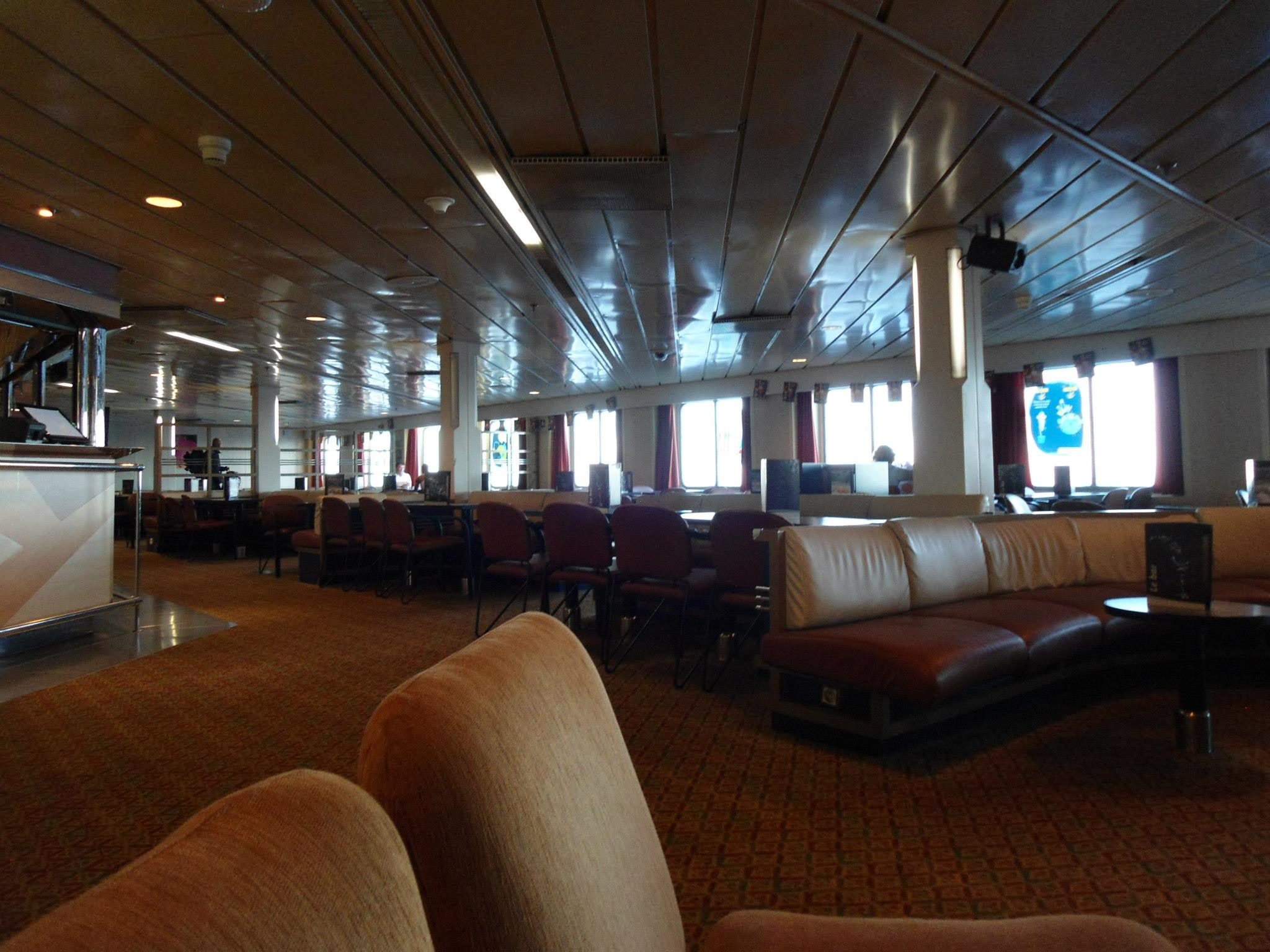
Le bar principal Sirocco, situé au pont 8 avant.
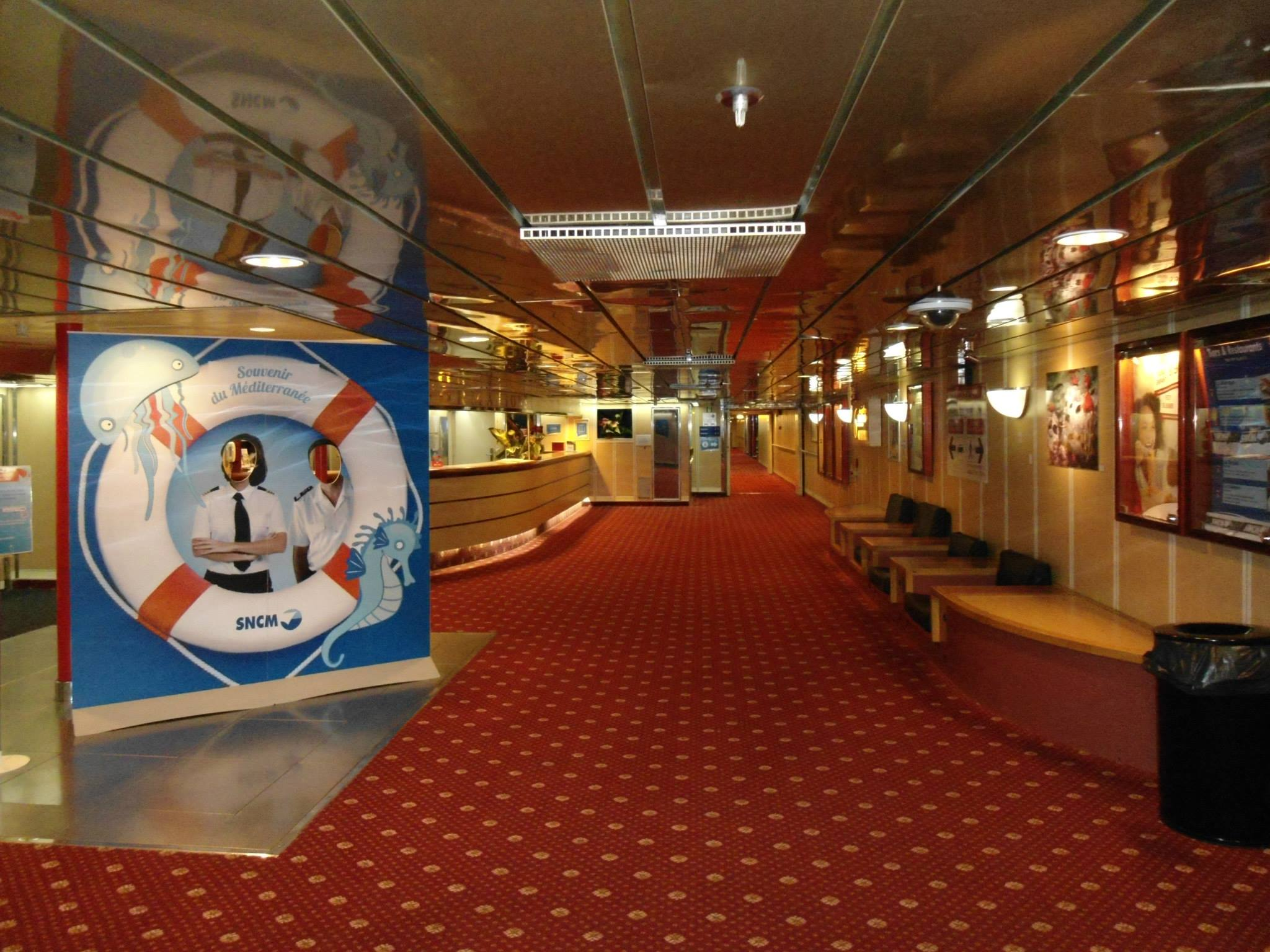
Bureau information sur le pont 6.
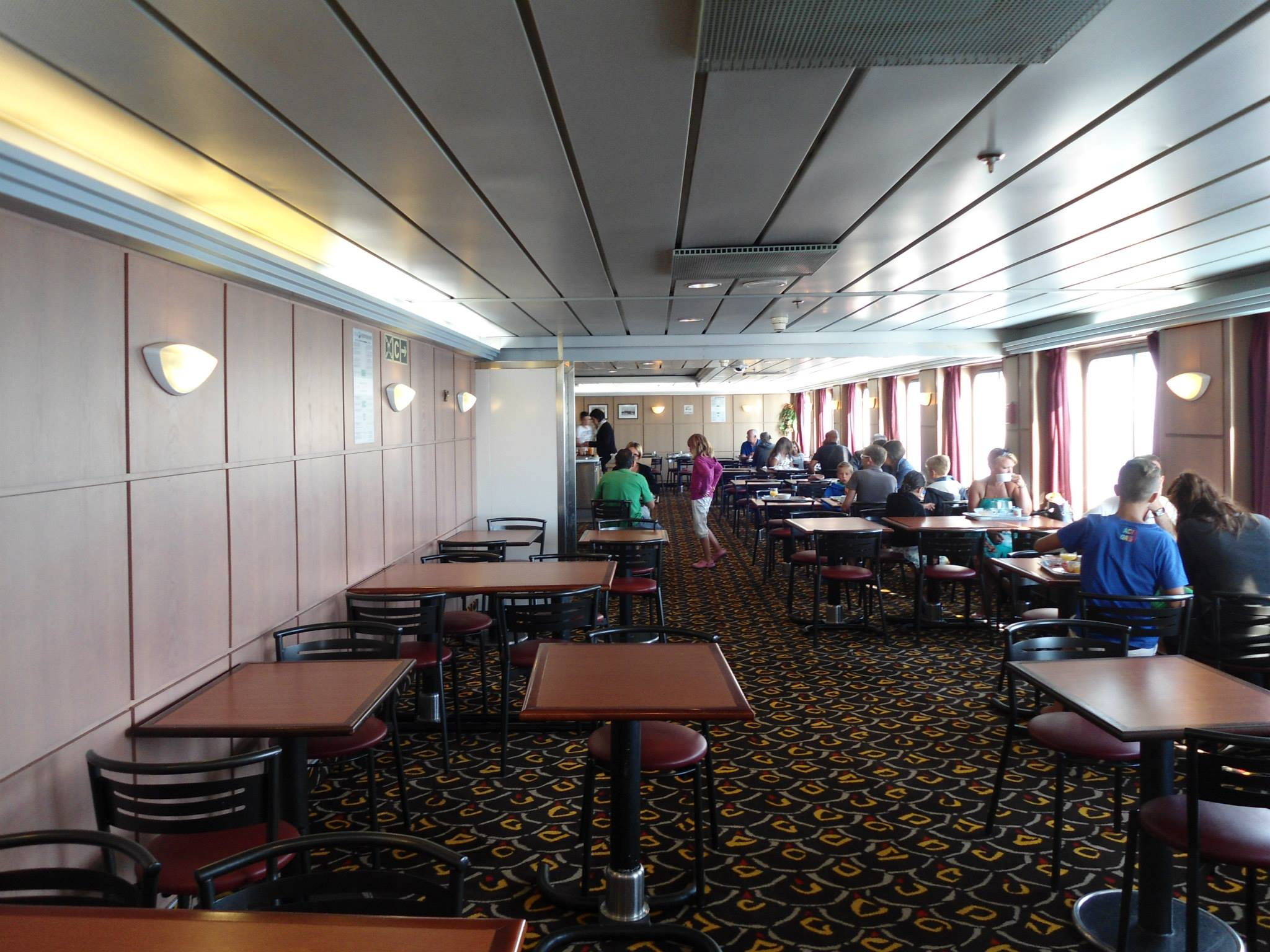
Le restaurant La Madrague à l'arrière tribord du pont 8.
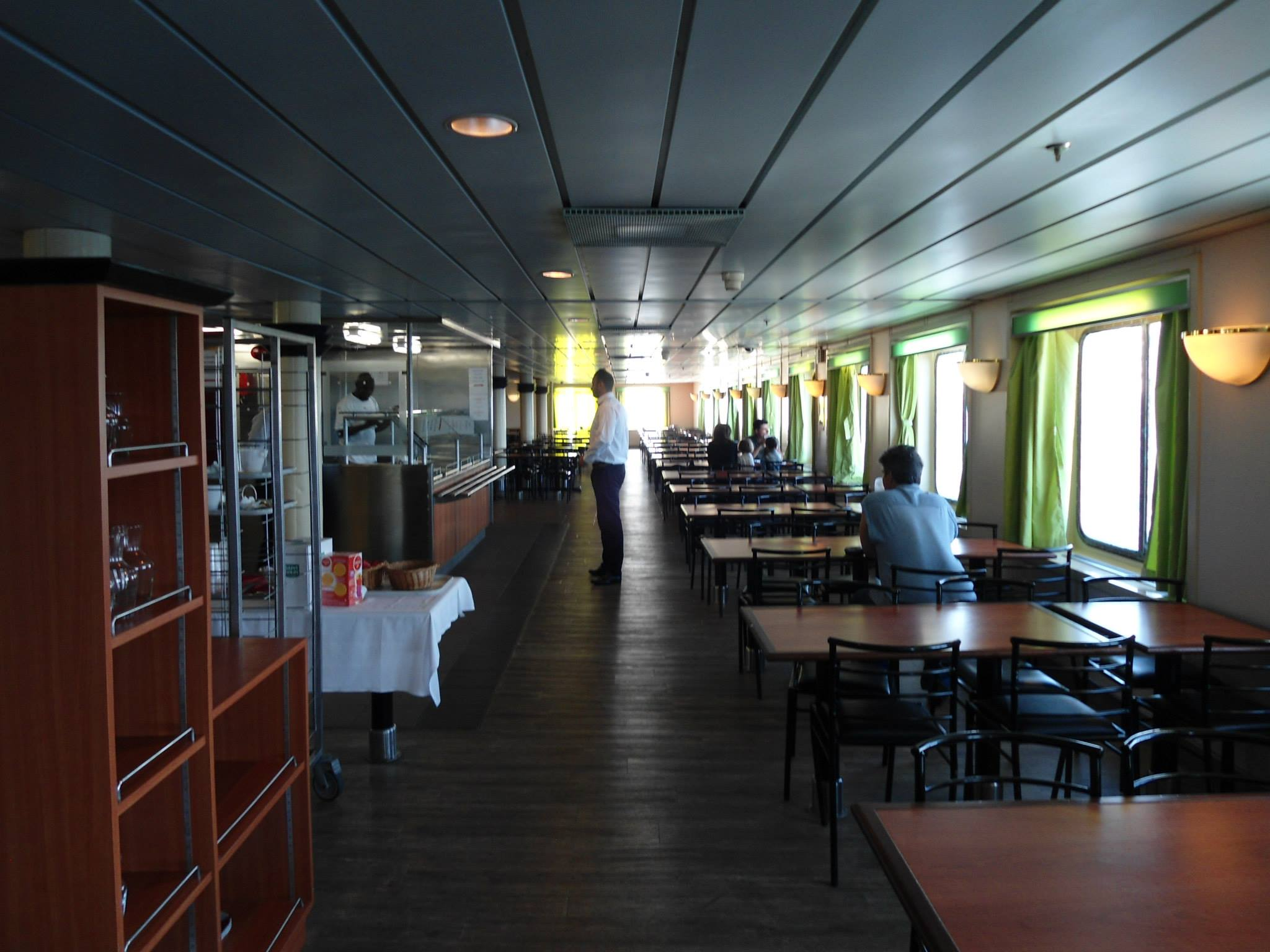
Le self-service La Rose des Sables à l'arrière bâbord du pont 8.
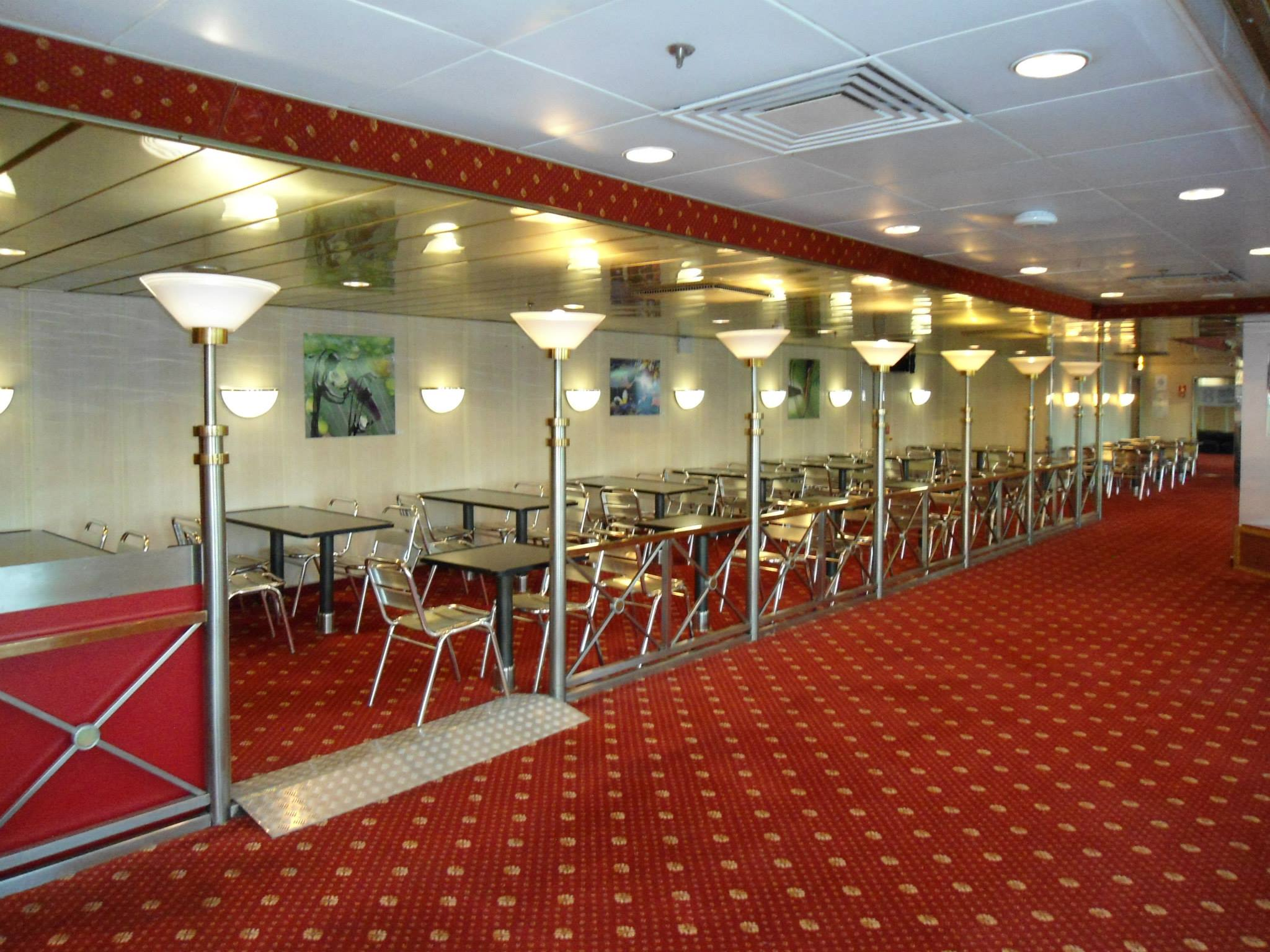
Le snack L'Oasis situé sur le milieu tribord du pont 8.

### Cabines
Le Méditerranée possède 543 cabines réparties entre les catégories A et C. Les installations de catégorie A sont majoritairement situées sur le pont 7 et se composent de 111 cabines extérieures à quatre couchettes et de 160 cabines internes à deux. Huit cabines à deux et six cabines à quatre sont situées sur le pont 9 au niveau tribord arrière. La totalité des cabines de catégorie A est équipée de sanitaires.
Les cabines de catégorie C sont quant à elles situées en grande majorité sur le pont 6 ainsi qu'à l'arrière du pont 5. Elles sont constituées de 82 cabines extérieures et de 132 cabines intérieures. Toutes sont équipées de quatre couchettes ainsi que d'un lavabo. 44 cabines de catégorie C sont également situées à l'avant du pont 2 en dessous des garages. Enfin, ces cabines sont complétées par deux salons fauteuils situés à l'arrière du pont 6 d'un total de 600 places.

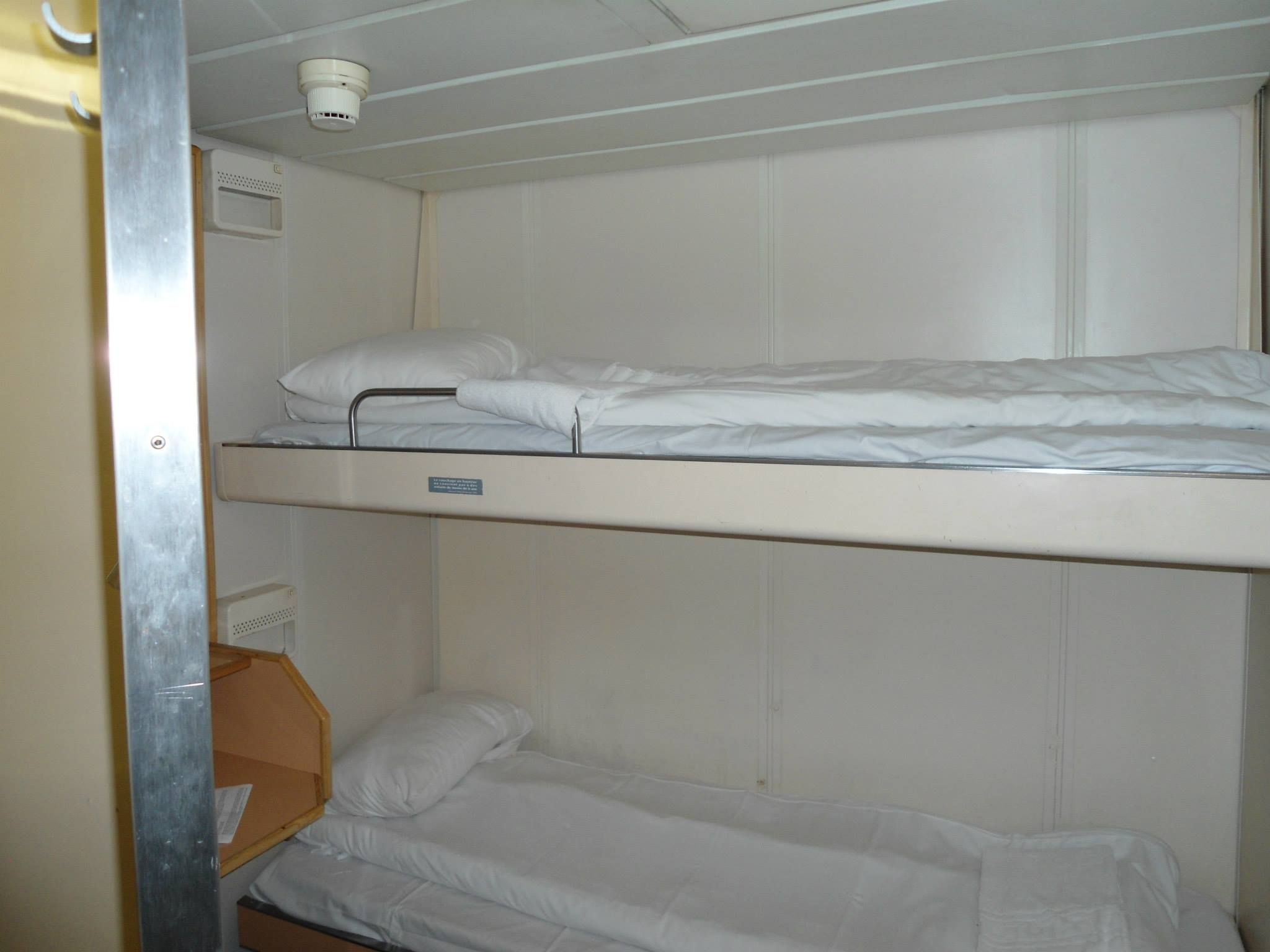
Cabine intérieure de catégorie A avec sanitaires d'une capacité de deux personnes.
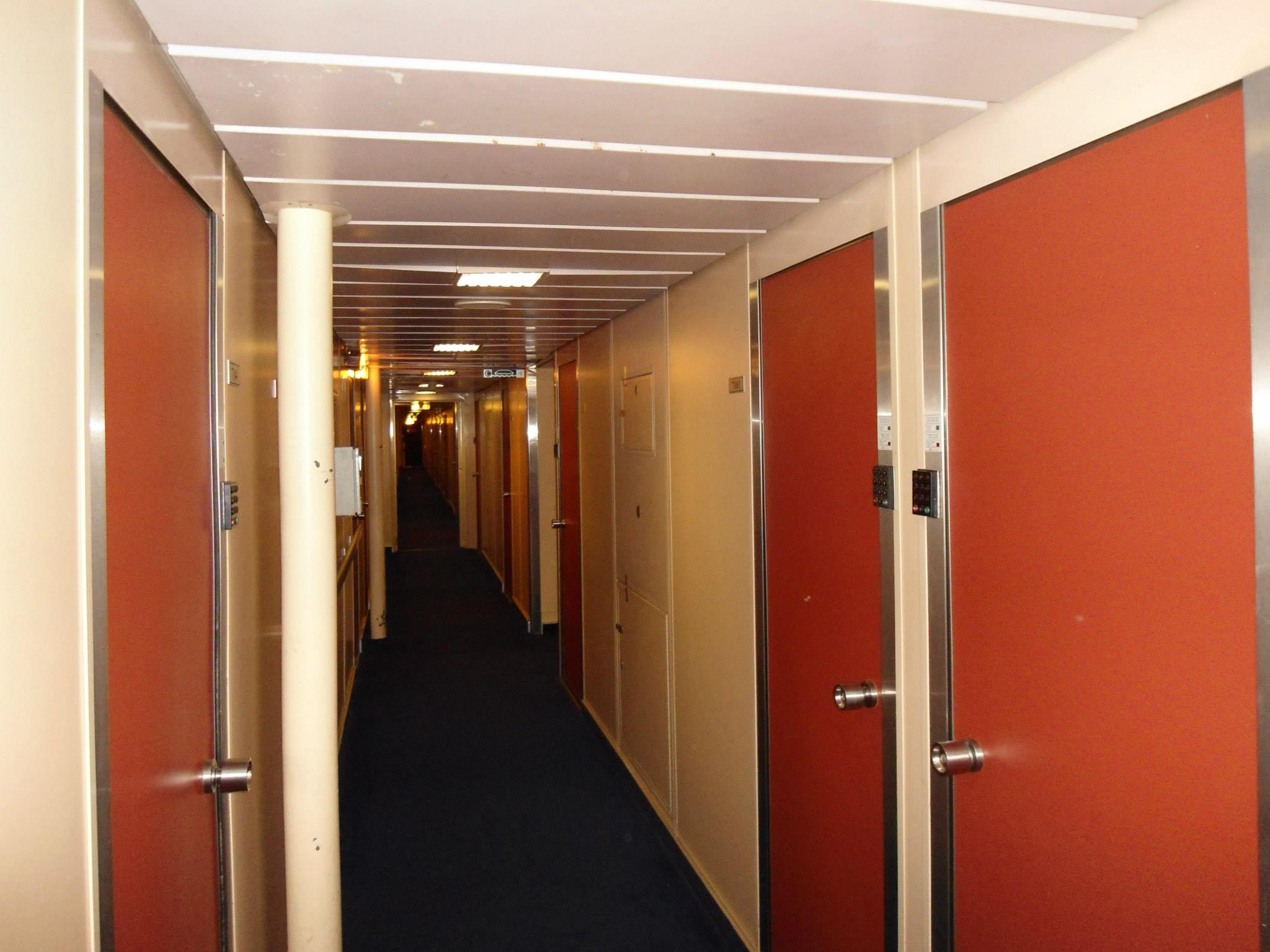
Coursives des cabines du pont 7.

## Caractéristiques
Le Méditerranée mesure 165 mètres de long pour 27,40 mètres de large, sa jauge brute est de 30 985 UMS, ce qui en faisait, à sa mise en service le plus grand car-ferry naviguant sur la Méditerranée. Le navire peut embarquer 2 780 passagers et possède un garage pouvant contenir 800 véhicules répartis sur 3 niveaux et accessible par deux portes-rampes arrières de 5,80 mètres de large et 5 mètres de haut chacune et une porte rampe avant de 5,80 mètres de large et 5 mètres de haut. Il est entièrement climatisé. Sa propulsion est assurée par quatre moteurs diesel Pielstick 18PC2/6V400 18 cylindres en V développant une capacité de 35 768 kW entraînant deux hélices de quatre pales, à pas variable faisant filer le bâtiment à plus de 24 nœuds, ce qui en faisait à l'époque le car-ferry le plus rapide au monde dans sa catégorie. Il est aussi doté de deux propulseurs d’étrave de 1 100 kW chacun et d'un stabilisateur anti-roulis à deux ailerons repliables ACH. Le navire est pourvu de huit embarcations de sauvetages fermées de taille moyenne, une embarcation de secours de petite taille et une embarcation semi-rigide ainsi que de nombreux radeaux de sauvetage pneumatiques, Il est également le premier car-ferry de la flotte à proposer une évacuation par toboggans et des embarcations de sauvetage fermées.

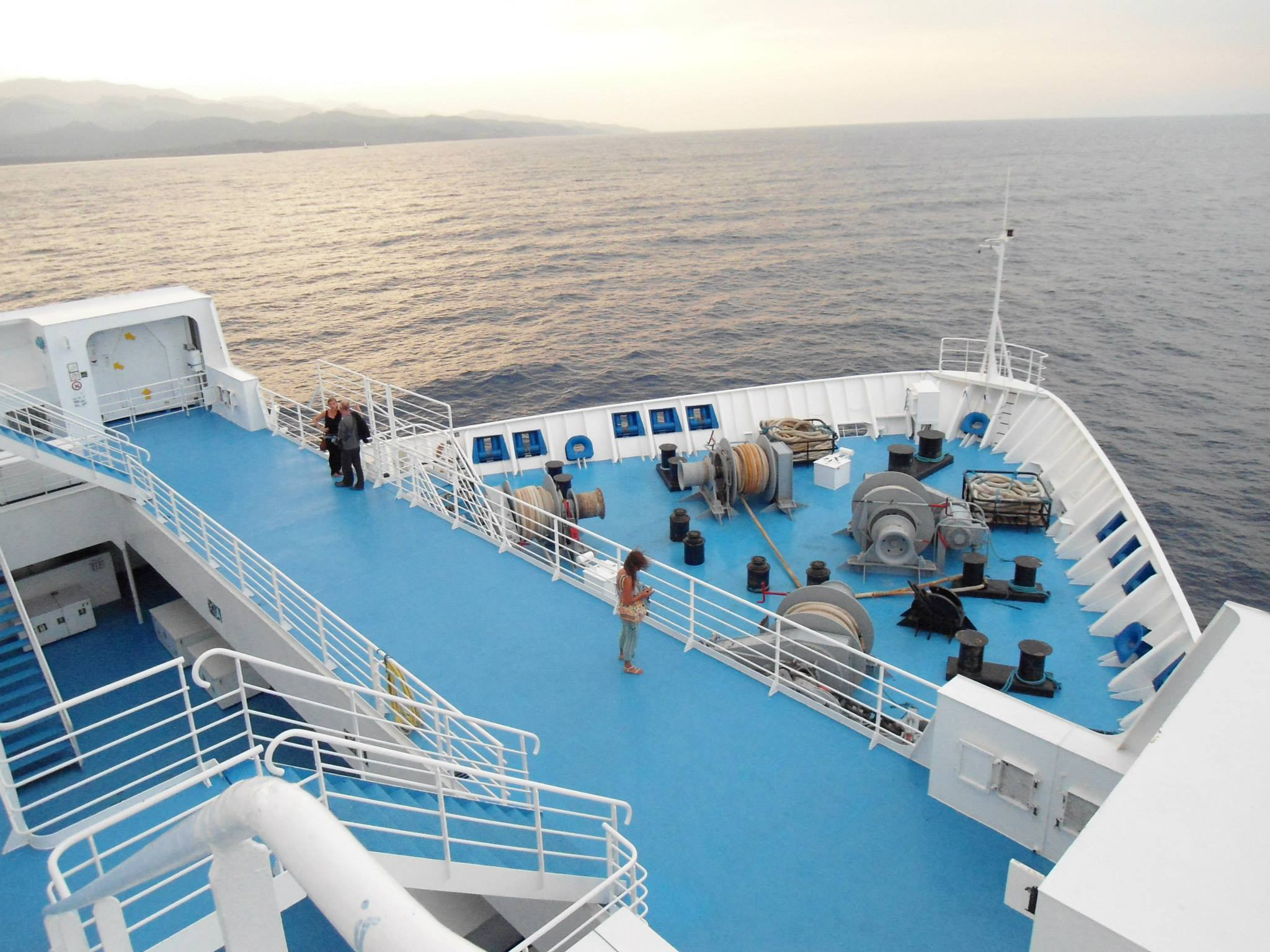
Ponts extérieurs à l'avant du navire.
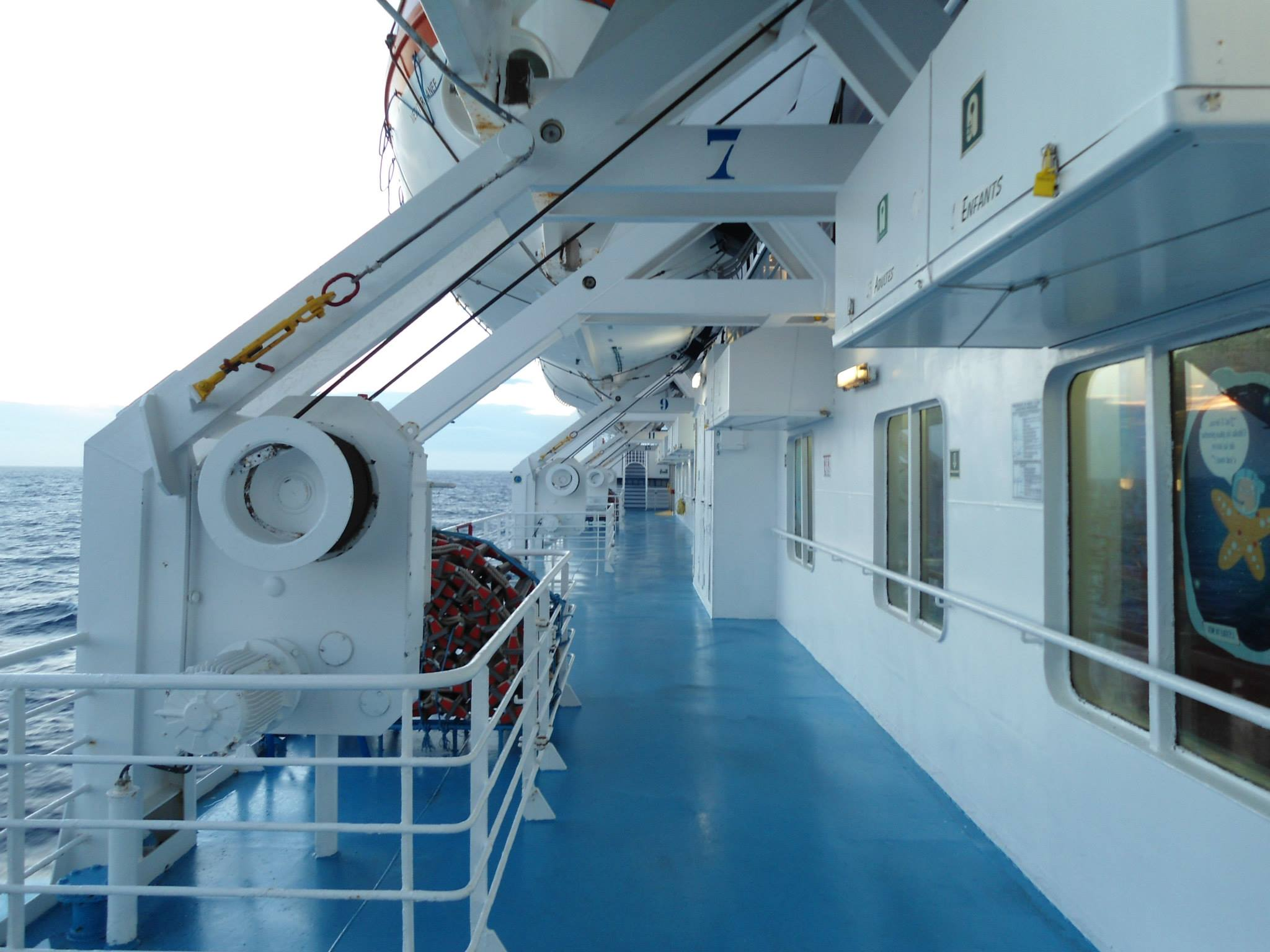
Ponts extérieurs.

## Lignes desservies

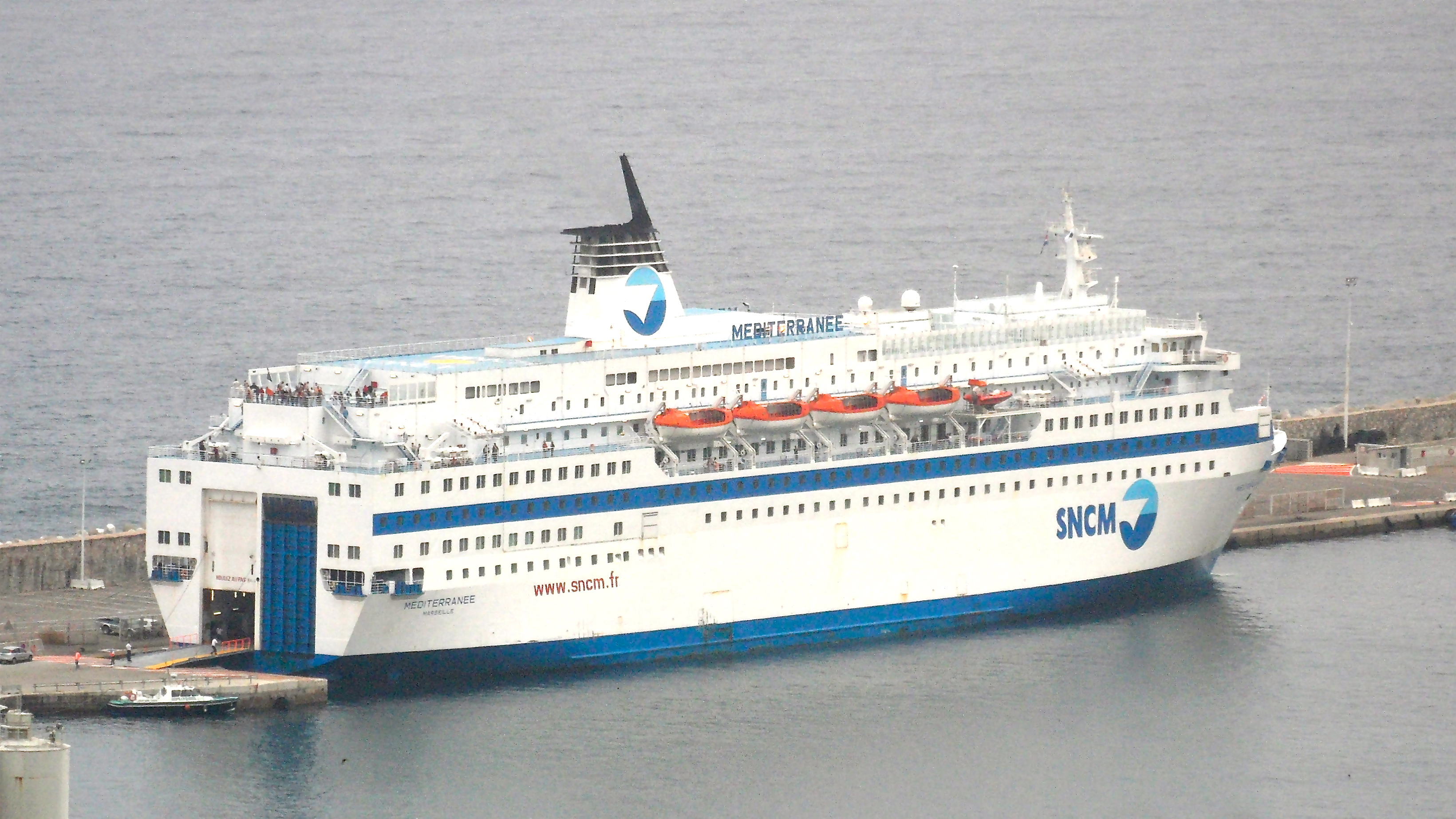
Le Méditerranée à Bastia en 2012.

De 1989 à 2002, le Méditerranée, alors Danielle Casanova, est affecté aux liaisons depuis les ports de Marseille, Toulon et occasionnellement de Nice à destination de Bastia, d'Ajaccio et de Propriano. Il effectue également la desserte de la Sardaigne au départ de Marseille ou Toulon vers Porto Torres, souvent via Propriano ou Ajaccio. Dans les années 1990, le navire navigue parfois sur la ligne Gênes - Bastia de la filiale Corsica Marittima.
En 2002, le navire est renommé Méditerranée et affecté aux lignes du Maghreb au départ de Marseille, principalement vers Tunis et secondairement vers Alger. Il effectue quelques traversées vers la Corse en haute saison. Durant les étés 2011 et 2012, il assure une traversée chaque vendredi soir entre Marseille et Porto-Vecchio.
En 2013, le navire est redéployé sur la Corse entre Toulon et Bastia en traversée de nuit. Durant l'été, il dessert également depuis Nice en traversée de jour. À partir de l'été 2014, le car-ferry inaugure une nouvelle ligne entre Toulon et Porto Vecchio et effectue également de rares traversées vers Tunis et Béjaïa. Ses traversées vers Nice ne sont cependant pas reconduites. En 2015, le Méditerranée est de nouveau affecté aux lignes du Maghreb depuis Marseille, principalement vers Alger et parfois vers Tunis.
À partir de 2016, le navire est transféré au sein de Corsica Linea mais conserve son affectation saisonnière entre Marseille, Alger et Tunis. Durant la saison 2017, il dessert occasionnellement Béjaïa. À partir de la saison 2019, il est exclusivement dévolu à la ligne Marseille - Alger. À la fin du mois de novembre, en raison de la mobilisation du Danielle Casanova sur le réseau corse, le Méditerranée navigue exceptionnellement durant la basse saison et le remplace sur les lignes du Maghreb jusqu'en janvier 2020.